# Engineering for the Petroleum and Process Industries
Engineering for the Petroleum and Process Industries (ENPPI) ist ein ägyptisches Unternehmen für Ingenieurdienstleistungen in der Erdöl-, Erdgas-, Petrochemie- und Energieindustrie. Es wurde 1978 gegründet, hat seinen Sitz in Kairo und ist eine Tochter der staatlichen Egyptian General Petroleum Corporation. Der Jahresumsatz lag 2018 bei 9,9 Milliarden Ägyptische Pfund (ca. 560 Millionen €), wovon knapp drei Viertel innerhalb Ägyptens erwirtschaftet wurden. ENPPI ist damit einer der größten Ingenieurdienstleister im Raum Naher Osten und Nordafrika.
Das auch im Rahmen von Joint Ventures, als Subunternehmen oder Generalübernehmer ausgeübte Tätigkeitsspektrum umfasst unter anderem Anlagenplanung und schlüsselfertigen Anlagenbau, Projektmanagement und Beschaffungswesen. ENPPI ist Hauptsponsor des Kairoer Fußball-Erstligisten ENPPI Club.